# Cenne-Monestiés
Cenne-Monestiés är en kommun i departementet Aude i regionen Occitanien  i södra Frankrike. Kommunen ligger  i kantonen Castelnaudary-Nord som ligger i arrondissementet Carcassonne. År 2022 hade Cenne-Monestiés 411 invånare.

## Befolkningsutveckling
Antalet invånare i kommunen Cenne-Monestiés
Referens: INSEE